# Товарищество «Братья Макаровы»
Това́рищество «Бра́тья Мака́ровы» — торговое предприятие, основанное в 1885 году купцами Иваном и Василием Макаровыми и владевшее Екатеринбургской мельницей, доходным домом, магазином обуви и головных уборов и льнопрядильной ткацкой фабрикой в Екатеринбурге.

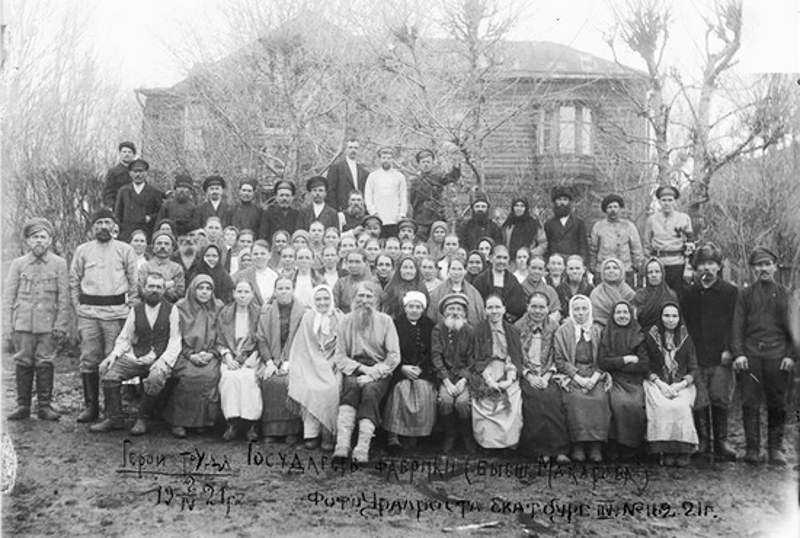
Работники Льнопрядильной ткацкой фабрики, 1921 год

## История
Рядовой екатеринбургской этапной команды Андрей Иванович Макаров вышел в отставку и занялся торговлей шапками и обувью. К 1870 году Андрей Иванович уже имел 7 торговых лавок, стал купцом 2-й гильдии. Сыновья Иван и Василий продолжили дело отца, были купцами 2-й гильдии, торговали головными уборами и кожевенными товарами. В 1885 году основали Товарищество «Братья Макаровы» с уставным капиталом в 10 тысяч рублей (5 тысяч рублей внесены наличными, 4,5 тысячи рублей товарами и 500 рублей стоимостью 4 лавок). Были открыты торговые заведения в Нижнем Тагиле, Томске, при Верхнеудинской, Ирбитской, Ишимской ярмарках. В 1910 году братья Макаровы совместно с другими коммерсантами предприняли неудачную попытку приобрести Сысертский горный округ. Павел Бажов описывал братьев Макаровых как «вовсе не новых людей, а простых оборотистых купцов, которые по случаю купили мельницу и поставили прядильню для мешковины». Местный журналист описывал их в 1914 году как «невоспитанных типичных кулаков». Василий и Иван были награждены различными наградами, а Иван ещё и орденом Святого Станислава 3-й степени.
В 1918 году большевиками были арестованы трое сыновей Василия Макарова. Сами Василий и Иван успешно скрылись. Отпустив одного из братьев, двое были приговорены к расстрелу, Николай был смертельно ранен, но Борису Васильевичу Макарову удалось успешно бежать. В 1919 году товарищество было ликвидировано.

### Магазин обуви и головных уборов
Товарищество построило вместо лавок магазин. В 1889 году оборот магазина оставил 80 тысяч рублей, а в 1908 году магазин обуви и головных уборов продал товаров на 2 880 тысяч рублей.

### Фабрика Макаровых
7 октября 1898 года товарищество построило в Екатеринбурге на Сибирском тракте Льнопрядильно-ткацкую и мешочную фабрику с новейшим английским оборудованием. В 1908 году Льнопрядильная ткацкая фабрика братьев Макаровых произвела 1 881 625 штук мешков, ниток 4 019 пудов, брезентового полотна 11 082 аршина. 21 апреля 1923 года товарищество было переименовано в Льнопрядильную ткацкую фабрику имени В. И. Ленина. В 1948—1980 годах — Министерство текстильной промышленности РСФСР Главное управление льняной промышленности Свердловская льнопрядильно-ткацкая фабрика им. В. И. Ленина.

### Мельница Макаровых
10 сентября 1906 года товарищество приобрело с торгов Ивановскую мельницу И. И. Симанова в Екатеринбурге за 180 003 рубля. В 1914 году товарищество начало постройку железнодорожной ветки от станции Екатеринбург 1 до мельницы. Железнодорожная ветка была пущена в действие 4 ноября 1914 года. В 1920 году мельница была национализирована губернским управлением мукомольно-крупяной промышленности.

## Ссылка
- Устав cсудо-сберегательной кассы служащих Товарищества «Братья Макаровы» в гор. Томске
- Аренда участка выгонной земли // Журнал Екатеринбургской Городской Думы за 1-е полугодие 1897 года. — Екатеринбург : Тип. В. Н. Алексеева, П. Н. Галина и К, 1898. — 298 с.
- В магазинах товарищества Братьев Макаровых // Сибирская жизнь, 12.08. 1909
- Работницы Текстильной фабрики имени В.И. Ленина передают Красное знамя 170 полку (Свердловск, 15.07.1924 год) на YouTube